# Transparent (série télévisée)
Pour les articles homonymes, voir Transparent.
Transparent est une série télévisée américaine en quarante épisodes d'environ 30 minutes et d'un téléfilm musical de 102 minutes, créée par Joey Soloway, diffusée entre le 6 février 2014 et le 27 septembre 2019 sur Amazon Video. Au Canada, elle a été disponible à partir du 23 janvier 2015 sur le service Shomi jusqu'à sa fermeture fin novembre 2016, désormais sur Amazon Video.
En France, la série est diffusée depuis le 8 mai 2015 sur OCS City. En Suisse, le premier épisode est diffusé le 8 novembre 2015 sur la chaîne publique RTS Un et au Québec, depuis le 28 janvier 2016 sur ARTV. Néanmoins, elle reste inédite dans les autres pays francophones.

## Synopsis
Morton réunit ses trois enfants désormais adultes pour leur parler d'avenir, seulement il ne s'agit pas d'héritage mais de son identité de genre. Professeure à la retraite, elle décide d'assumer pleinement sa transidentité et utilise le prénom Maura.

## Distribution

### Acteurs principaux
- Jeffrey Tambor (VFB : Robert Guilmard) : Maura Pfefferman (ou Morton L. Pfefferman), une professeure de science politique à la retraite qui révèle son identité de femme trans à sa famille (saisons 1 à 4)
- Amy Landecker (VFB : Guylaine Gibert puis Fabienne Loriaux) : Sarah Pfefferman
- Jay Duplass (VFB : Alexandre Crépet) : Joshua « Josh » Pfefferman
- Gaby Hoffmann (VFB : Myriem Akheddiou) : Alexandra « Ali » Pfefferman
- Judith Light (VFB : Rosalia Cuevas) : Shelly Pfefferman

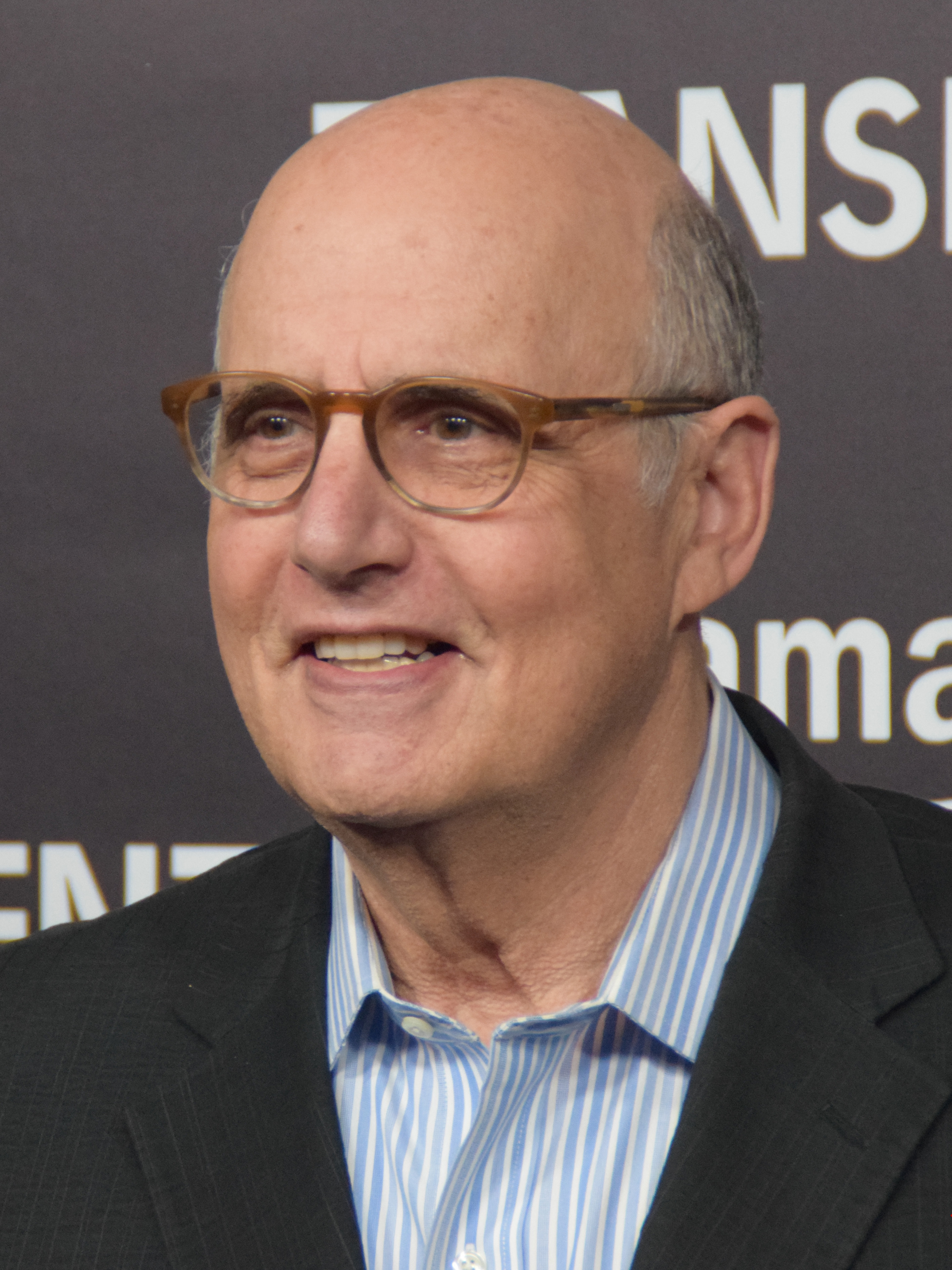
Jeffrey Tambor interprète Morton F. Pfefferman / Maura Pfefferman
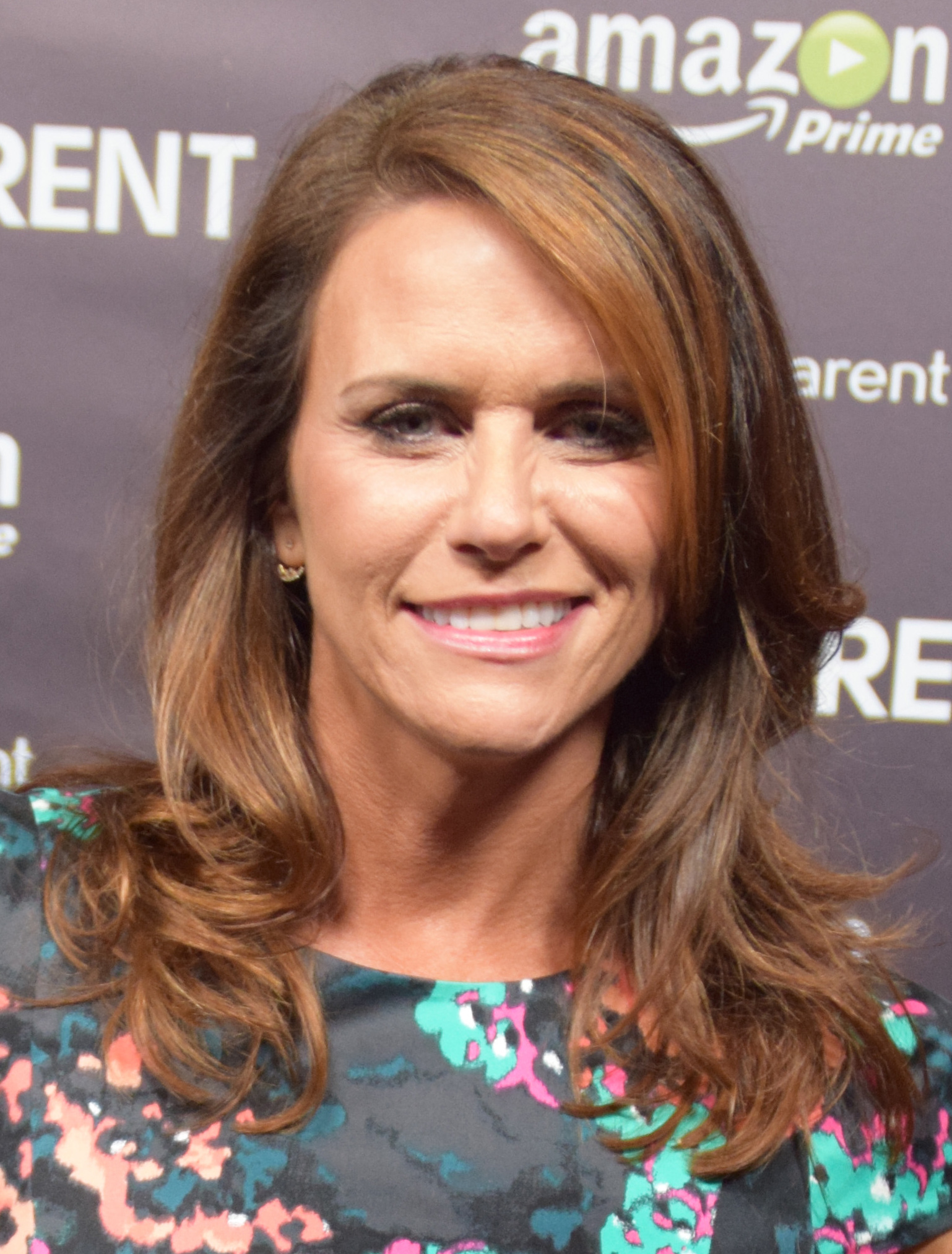
Amy Landecker interprète Sarah Pfefferman
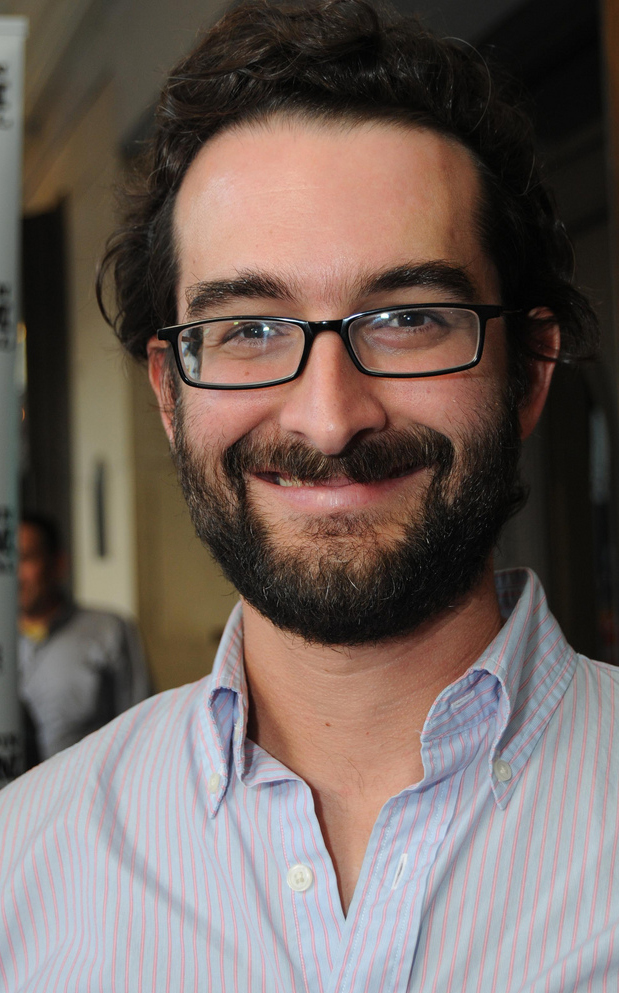
Jay Duplass interprète Joshua Pfefferman
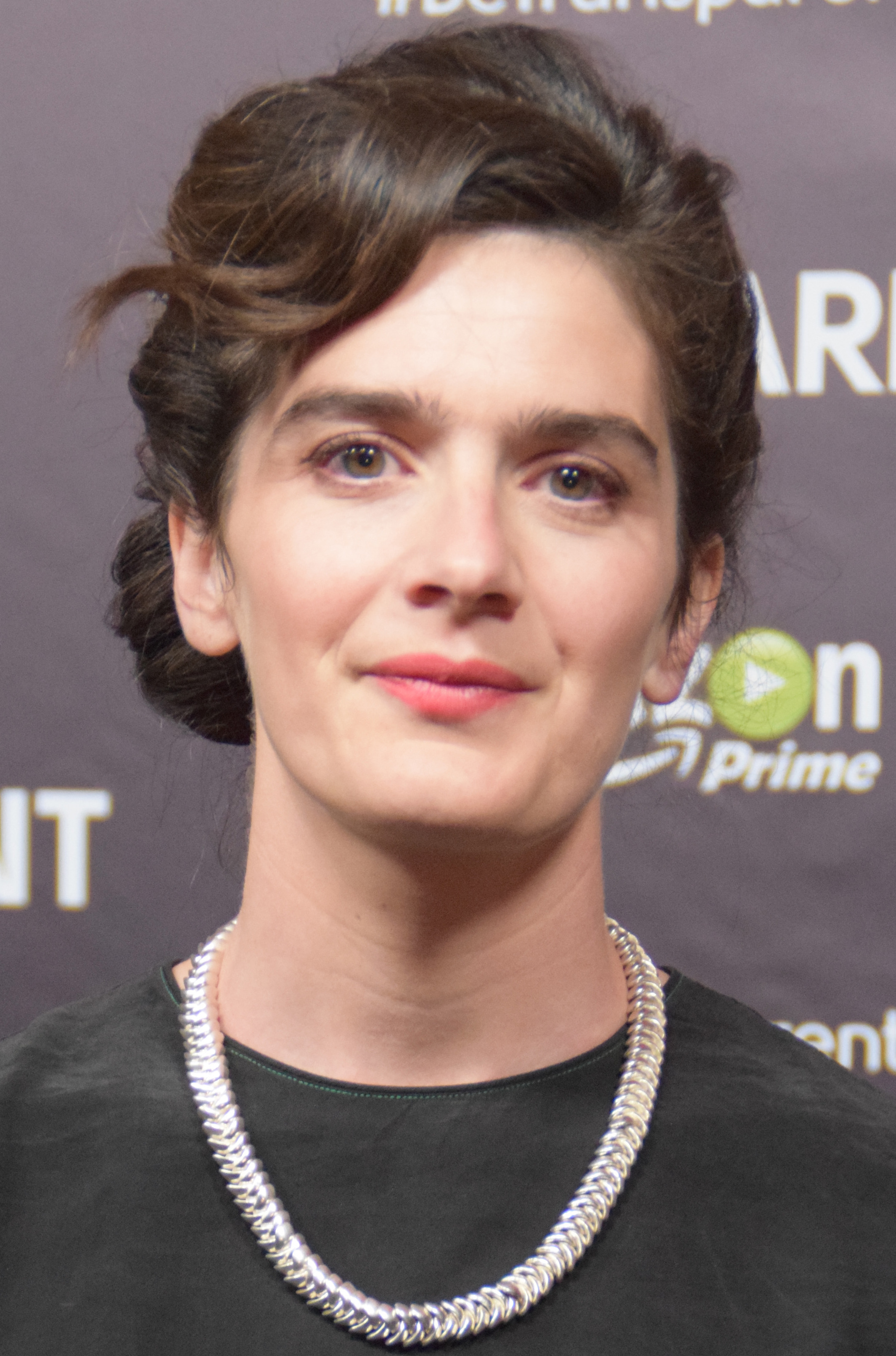
Gaby Hoffmann interprète Alexandra Pfefferman
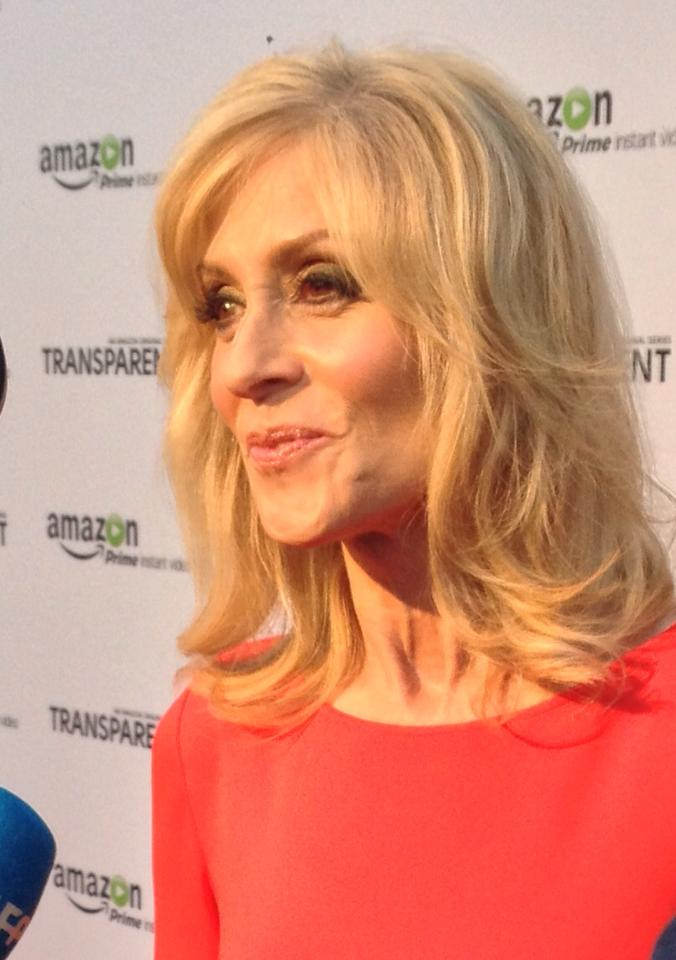
Judith Light interprète Shelly Pfefferman

### Acteurs récurrents
- Melora Hardin (VFB : Colette Sodoyez)[7] : Tammy Cashman
- Alexandra Billings : Davina
- Kiersey Clemons (VFB : Mélissa Windal) : Bianca
- Rob Huebel (en) (VFB : David Manet) : Len Novak, mari de Sarah et père de Zack et Ella
- Zackary Arthur (VF : Mathéo Gare) (VFB : Esteban Oertli) : Zack Novak, fils de Sarah et Len
- Abby Ryder Fortson (VFB : Clara Mullenaerts) : Ella Novak, fille de Sarah et Len
- Lawrence Pressman : Ed Paskowitz, mari de Shelly
- Amin Joseph (en) : Mike
- Emily Robinson : Ali (adolescente) (saison 2), Rose (adolescente) (saison 3)
- Dalton Rich : Josh (adolescent)
- Kelsey Reinhardt : Sarah (adolescente)
- Cleo Anthony : Derek
- Carrie Brownstein (VFB : Claire Tefnin) : Sydney « Syd « Feldman
- Deborah S. Craig : Kristin
- Sawyer Ever : Zack
- Kathryn Hahn (VFB : Maia Baran) : Rabbi Raquel Fein
- Bradley Whitford (VFB : Franck Dacquin) : Marcy / Mark
- Alison Sudol : Kaya
- Tig Notaro : Barb
- Trace Lysette (VFB : Sophie Frison) : Shea
- Alex MacNicoll (VFB : Antonio Lo Presti) : Colton
- Michaela Watkins : Yetta
- Anjelica Huston (VFB : Francine Laffineuse) : Vicky (saison 2)
- Cherry Jones : Leslie (saison 2)
- Brittani Nichols : Nicol (saison 2)
- Sandy Martin : Sandy (saison 2)
- Hari Nef : Gittel (saison 2)
- Ali Liebegott : Tiffany (saison 1 & 2)

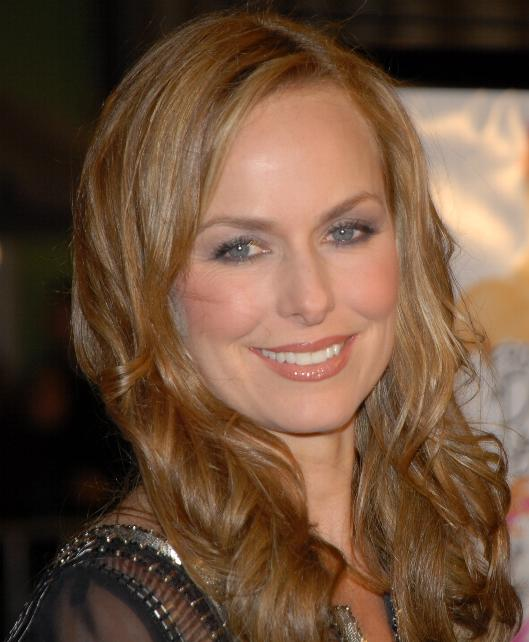
Melora Hardin interprète Tammy Cashman
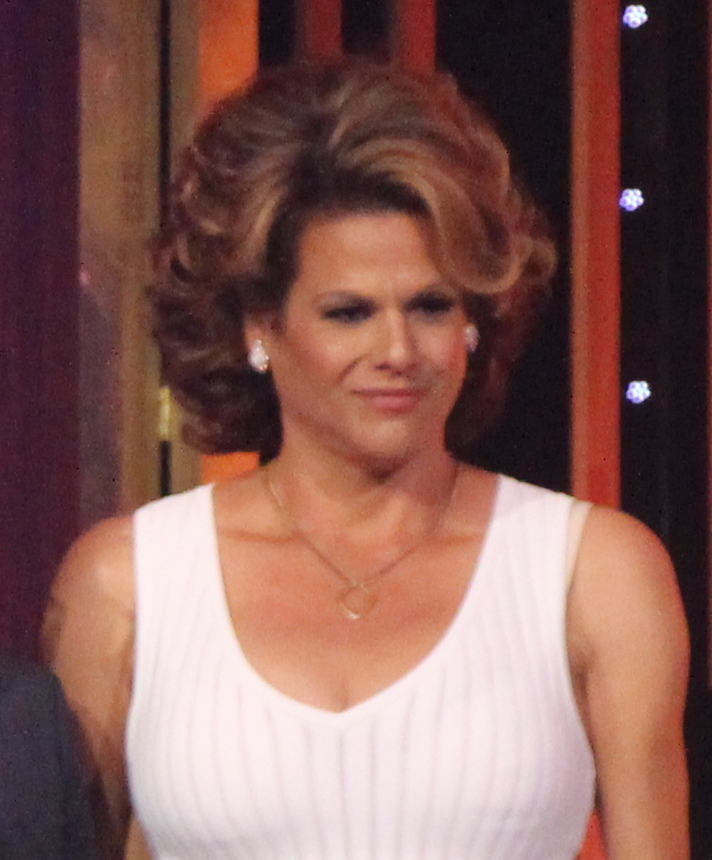
Alexandra Billings interprète Davina
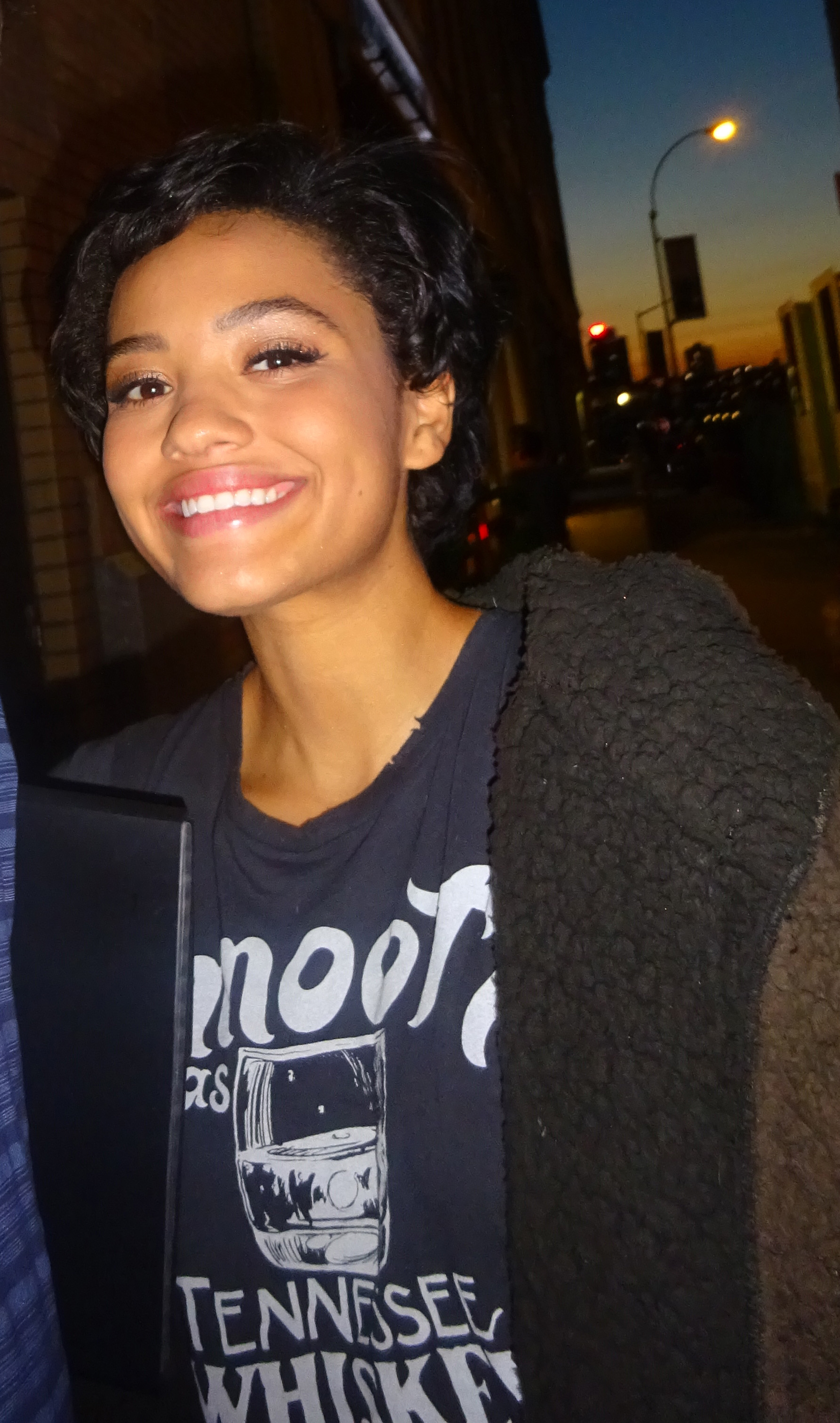
Kiersey Clemons interprète Bianca
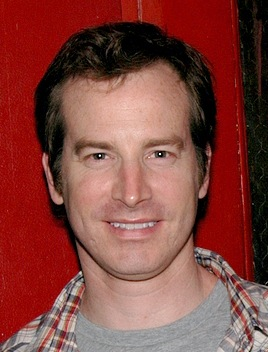
Rob Huebel interprète Len Novak
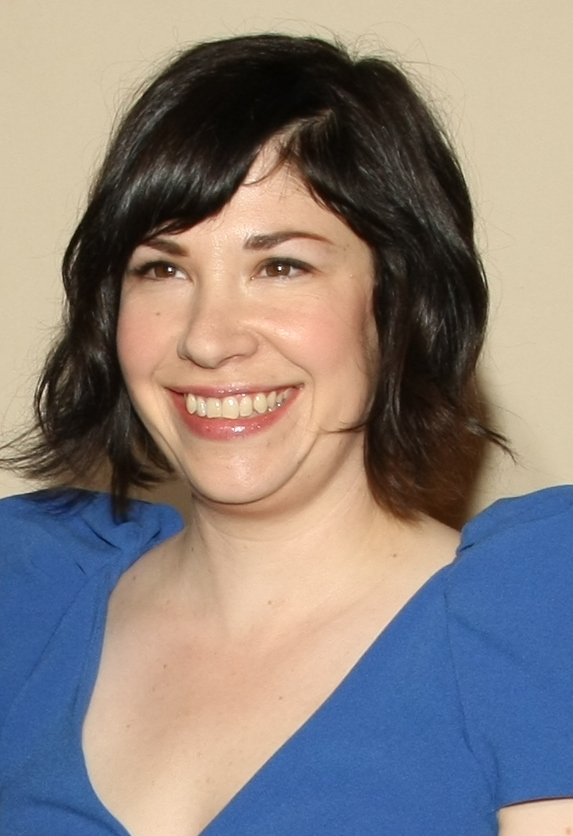
Carrie Brownstein interprète Sydney Feldman
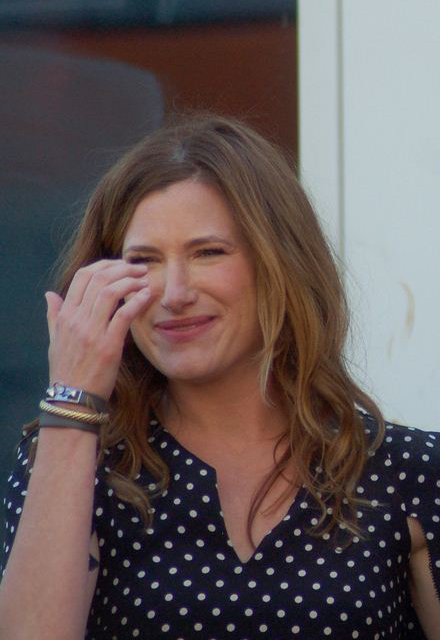
Kathryn Hahn interprète Rabbi Raquel Fein
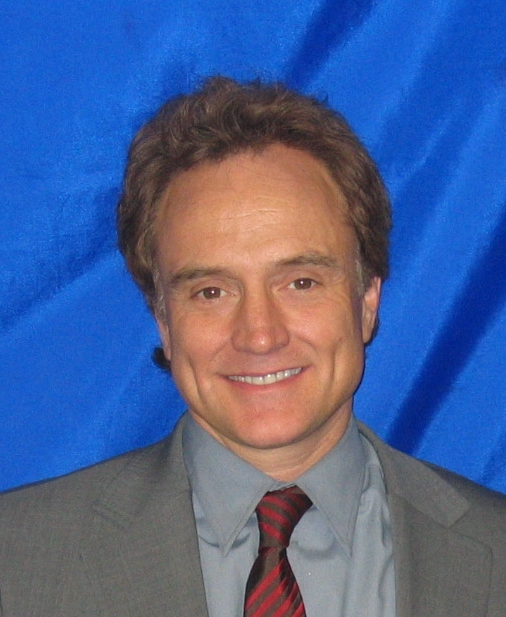
Bradley Whitford interprète Marcy / Mark
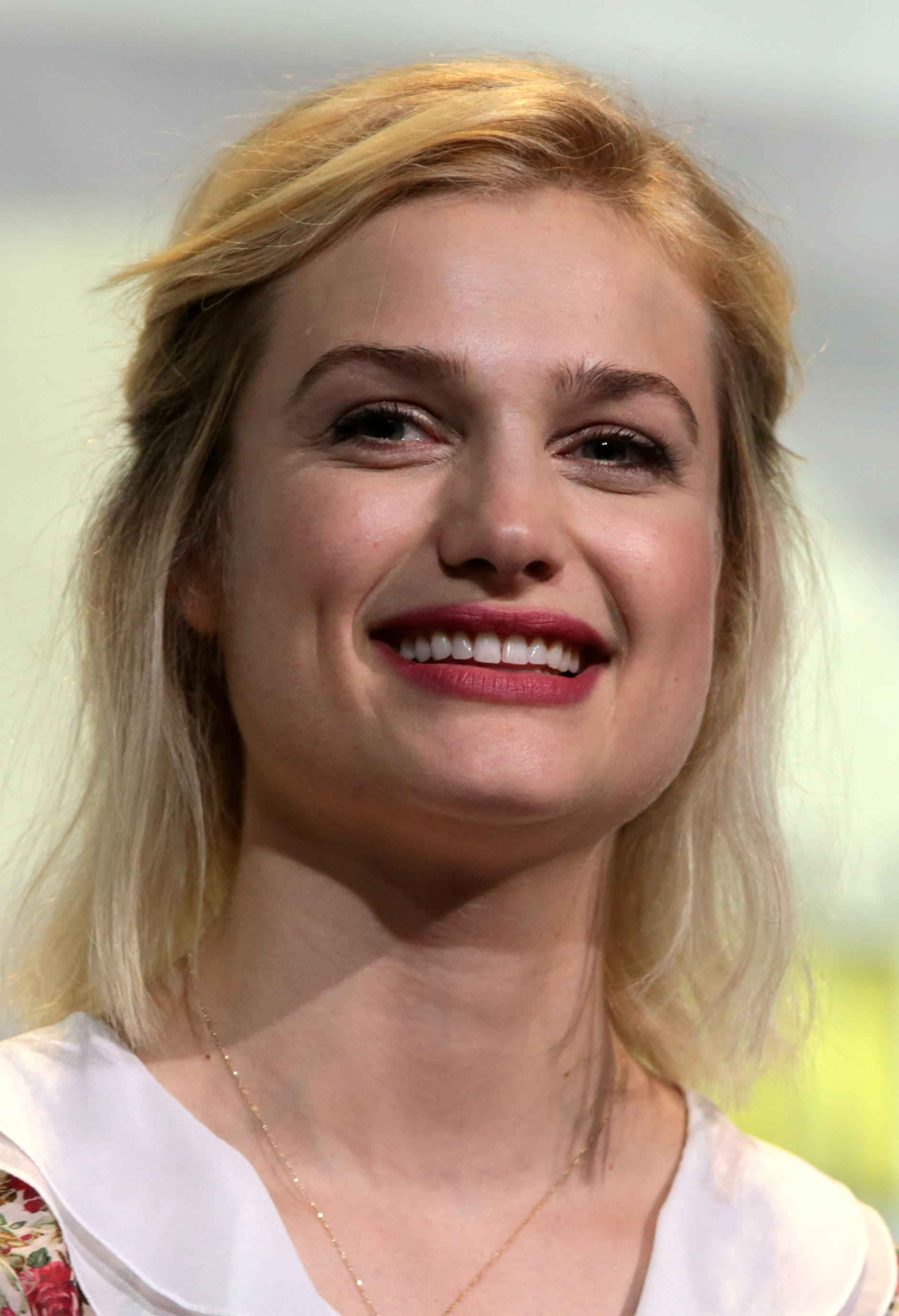
Alison Sudol interprète Kaya
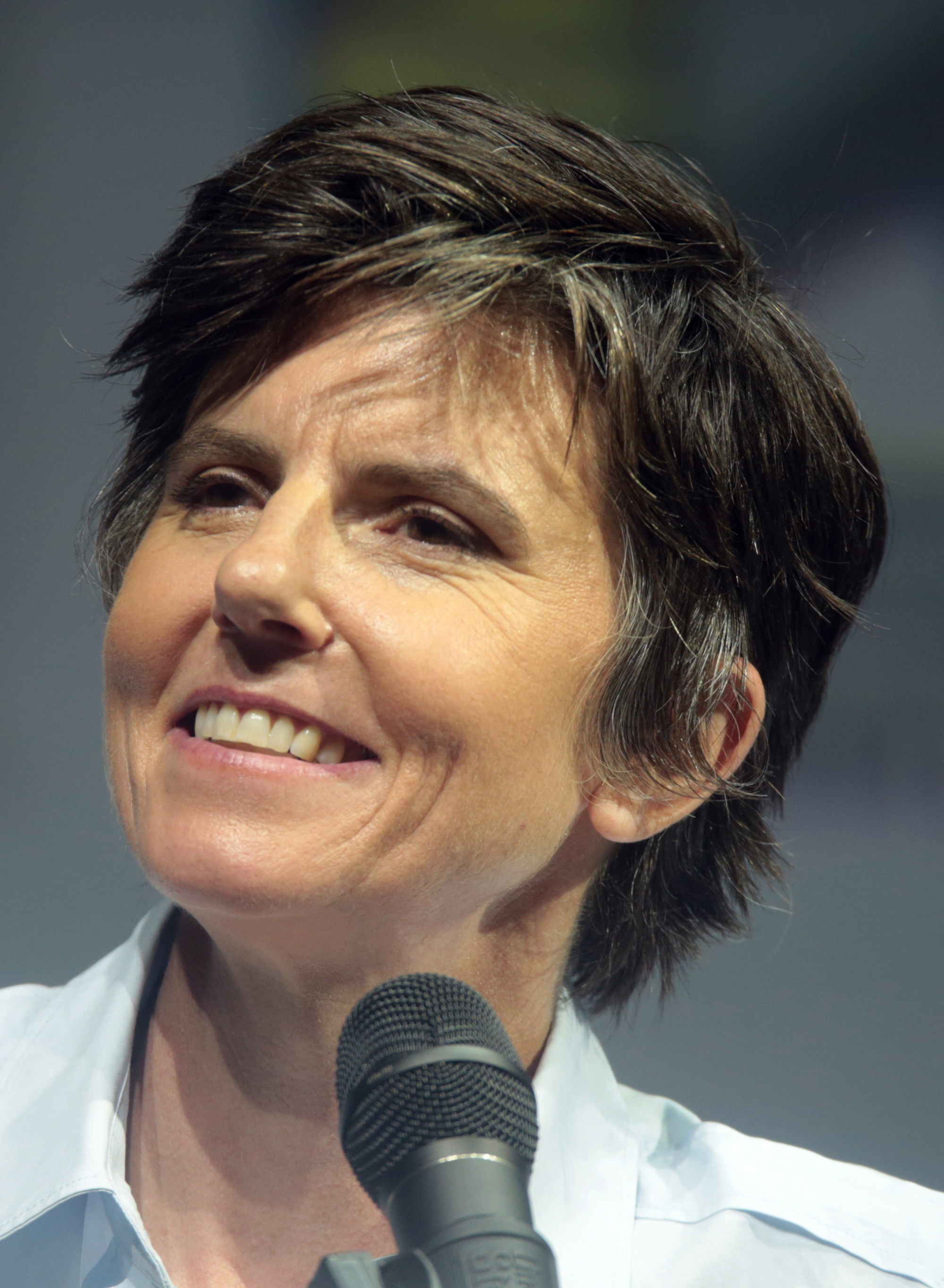
Tig Notaro interprète Barb
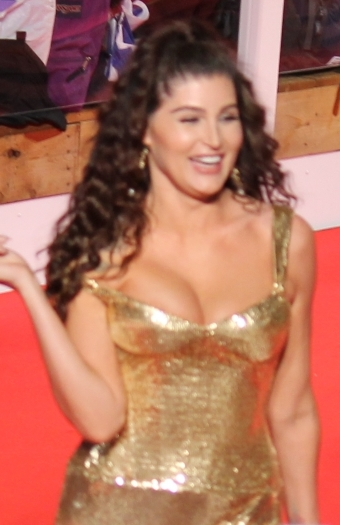
Trace Lysette interprète Shea
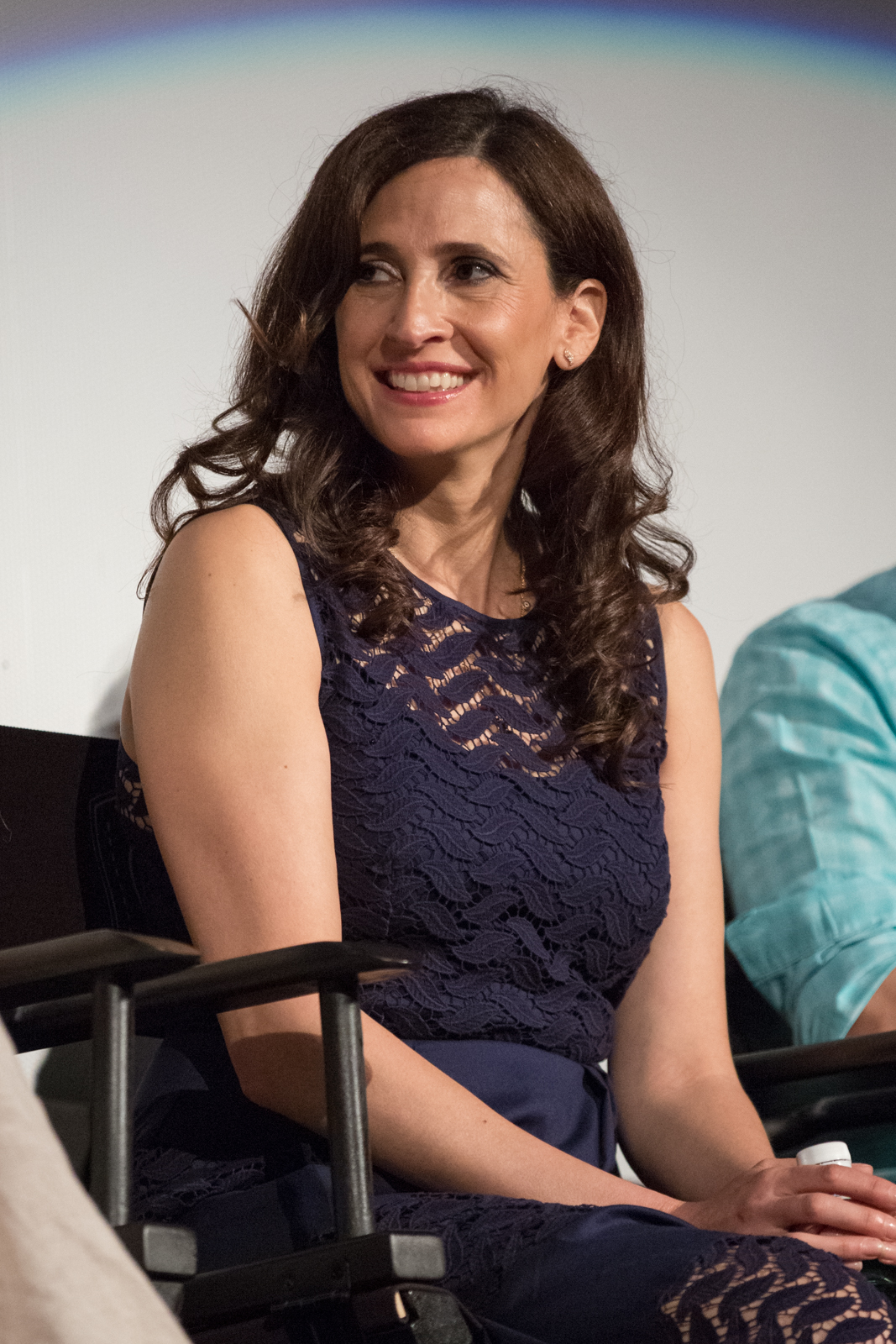
Michaela Watkins interprète Yetta
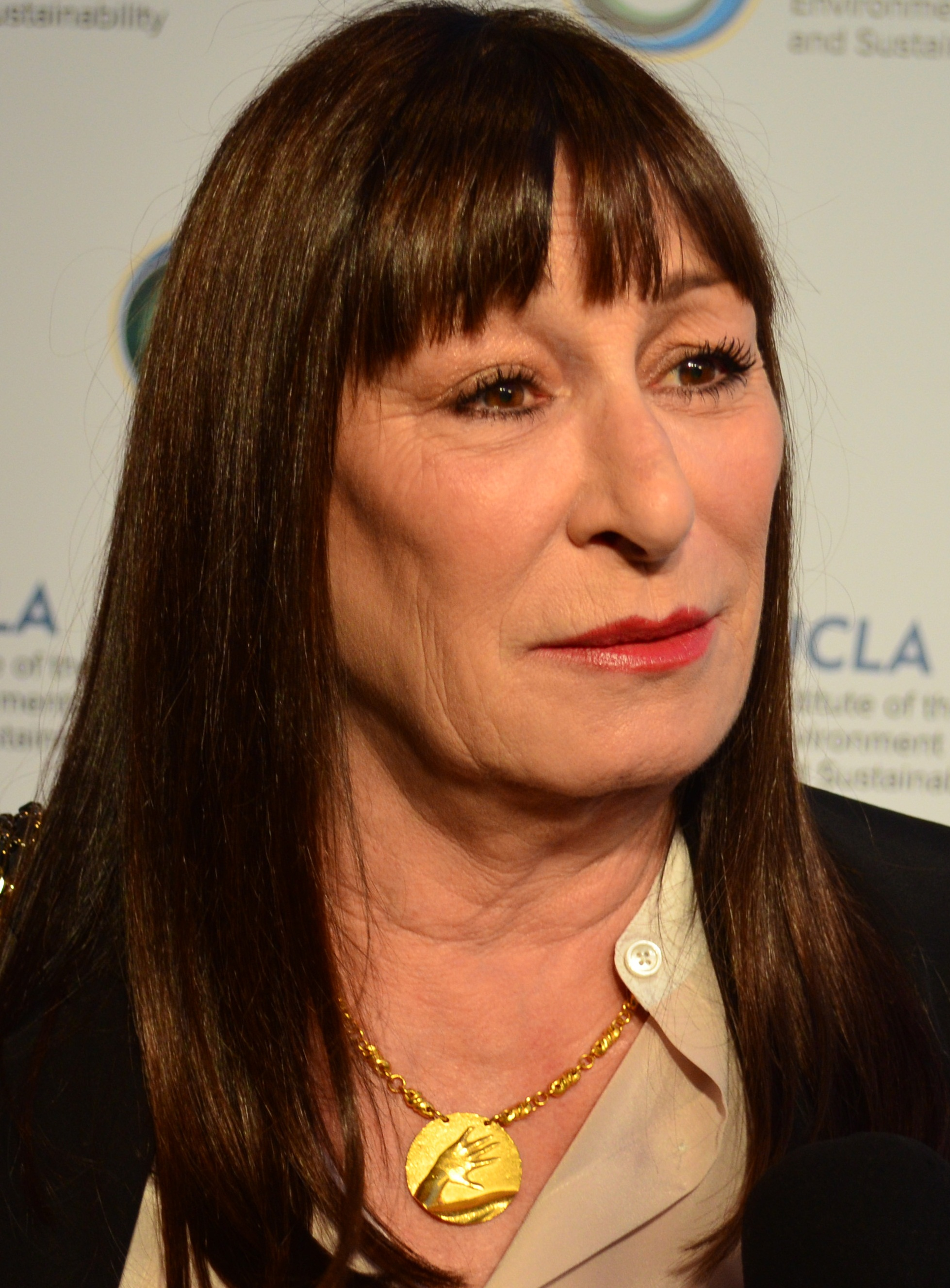
Anjelica Huston interprète Vicky
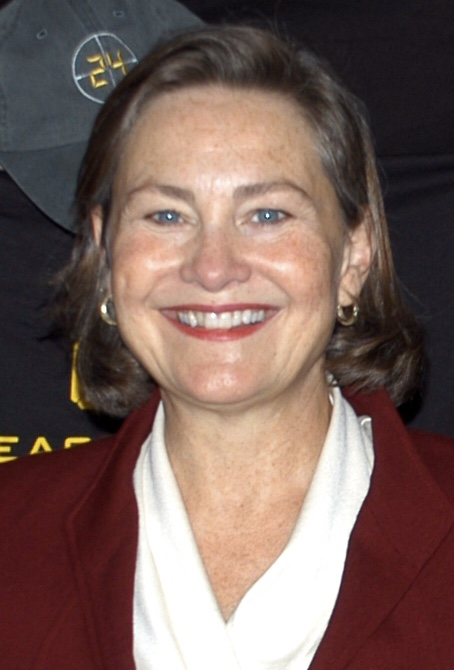
Cherry Jones interprète Leslie
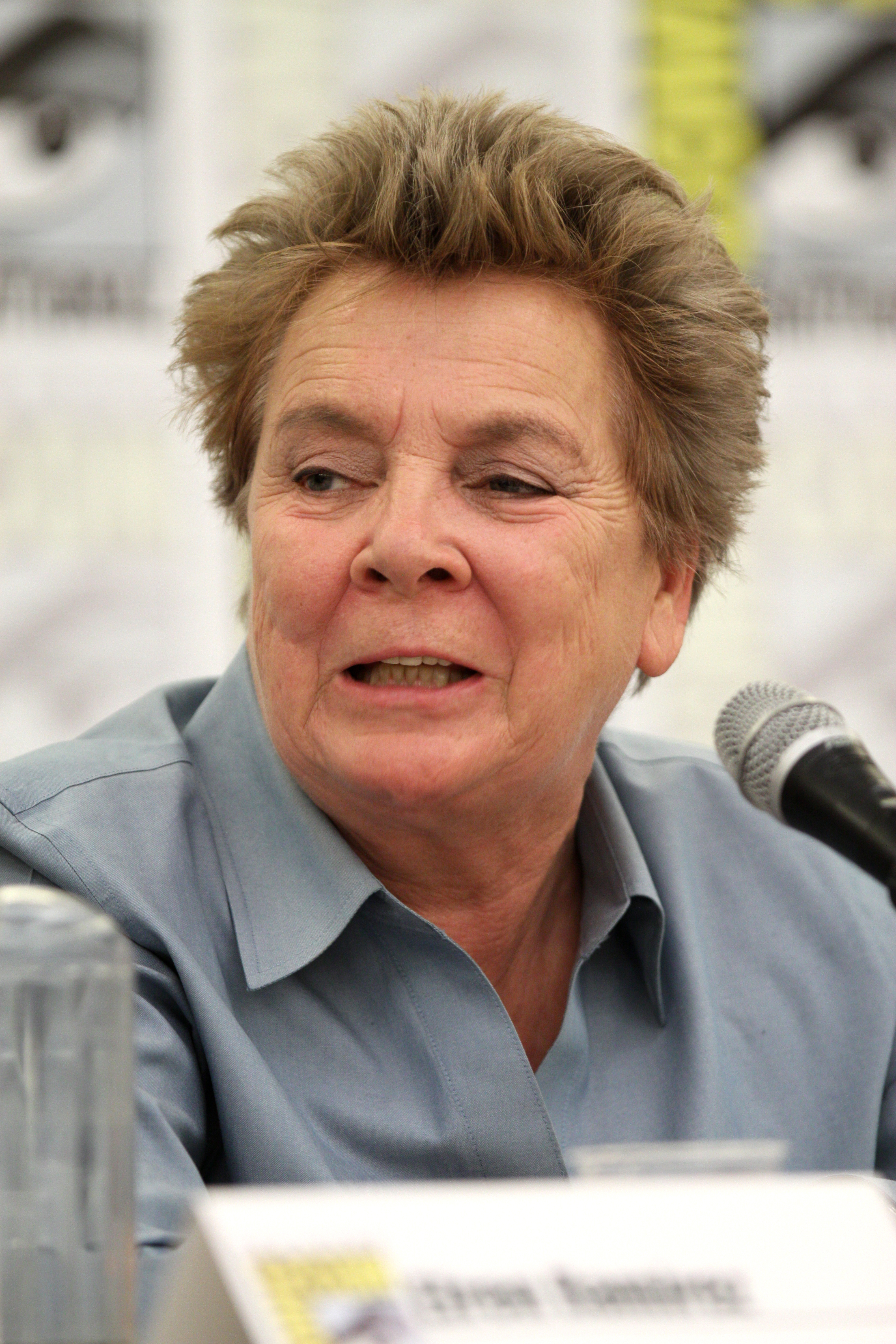
Sandy Martin interprète Sandy
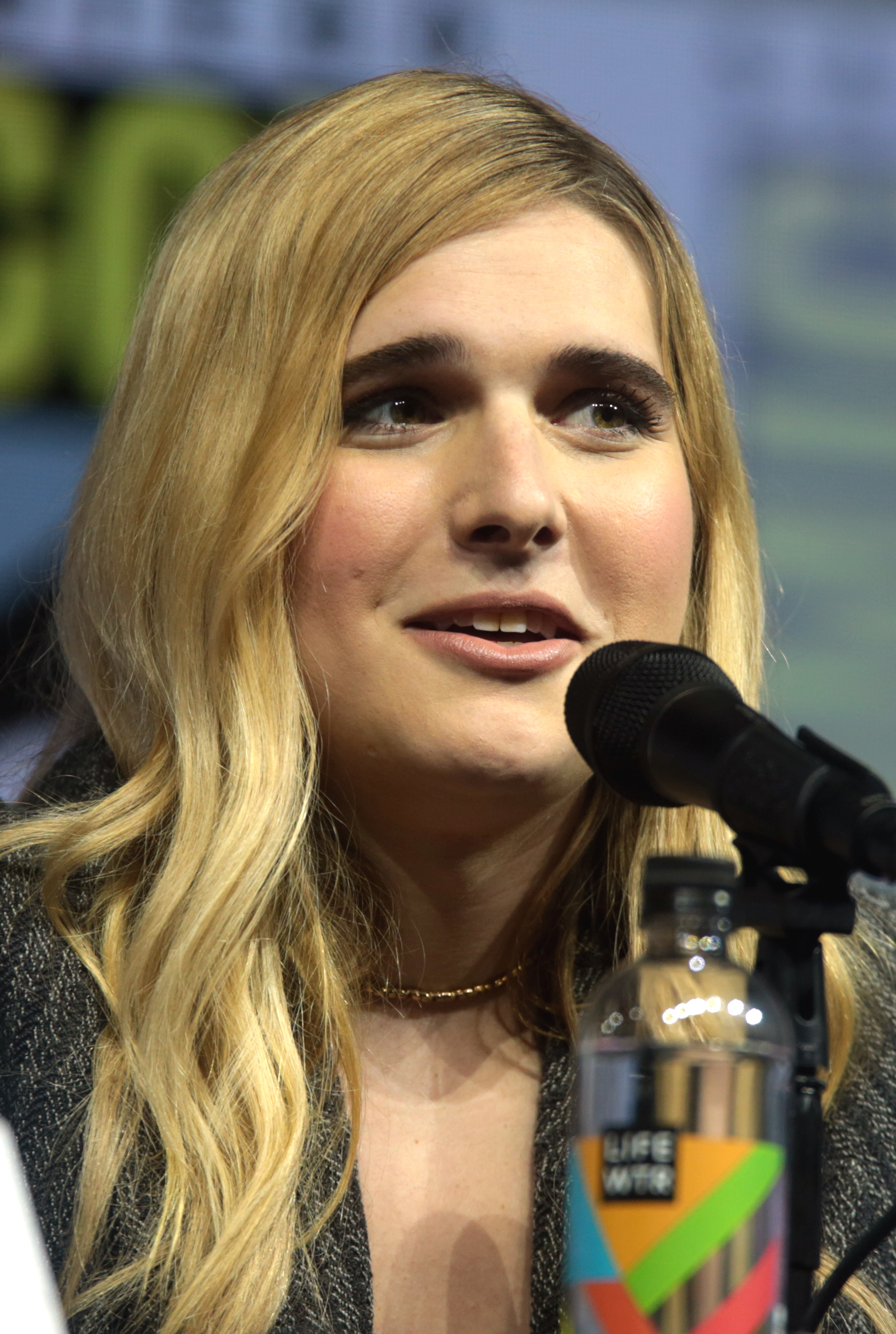
Hari Nef interprète Gittel

#### Version française
- Société de doublage : Dubbing Brothers
- Direction artistique : Aurélien Ringelheim
- Adaptation des dialogues :
- Voix Additionnelles : Melissa Windal, Clara Mullenaerts, Myriam Thyrion, David Manet, France Bastoen, Nicole Shirer, Claire Tefnin, Monia Douieb

Source VF : Doublage Séries Database

## Production
Le projet a été présenté à Amazon en juillet 2013. Le mois suivant, Jeffrey Tambor et Gaby Hoffmann décrochent des rôles principaux. En octobre 2013, Amazon commande le pilote qui incluent Judith Light, Amy Landecker et Jay Duplass. Le pilote est mis en ligne le 6 février 2014 sur son service. Acclamée par les critiques, neuf épisodes sont commandés le 31 mars 2014.
En mai 2014, Melora Hardin reprend le rôle de Tammy, joué par Gillian Vigman dans le pilote original, mais qui a dû quitter en raison de sa grossesse.
Pour la deuxième saison, en septembre 2015, Anjelica Huston puis Cherry Jones décrochent un rôle récurrent.
En 2016, le rôle de Maura (Jeffrey Tambor) jeune, est confié à l'actrice Sophie Giannamore. Le 15 février 2018, Jeffrey Tambor est renvoyé de la série après avoir fait l'objet d'accusations de harcèlement sexuel.

## Épisodes

### Première saison (2014)
Le pilote a été mis en ligne le 6 février 2014, puis les épisodes suivants le 26 septembre 2014.
1. L'Annonce (Pilot)
2. Identité profonde (The Letting Go)
3. Belle Brochette (Rollin)
4. Mapa (Moppa)
5. Poussée d'hormones (Wedge)
6. Confusion des genres (The Wilderness)
7. Que le spectacle continue (Symbolic Exemplar)
8. Camp Camellia (Best New Girl)
9. L'Ultime Solution (Looking Up)
10. Pourquoi couvre-t-on les miroirs ? (Why Do We Cover the Mirrors?)

### Deuxième saison (2015)
Le 9 octobre 2014, la série a été renouvelée pour une deuxième saison. Le premier épisode a été mis en ligne le 30 novembre, puis entièrement le 11 décembre 2015.
1. Kina Hora (Kina Hora)
2. Pool Party (Flicky-Flicky Thump-Thump)
3. Des gens compliqués (New World Coming)
4. Le Gala (Cherry Blossoms)
5. Mamie Pfefferman (Mee-Maw)
6. Battements de cœur (Bulnerable)
7. Le Grand Pardon (The Book of Life)
8. Entre deux mondes (Oscillate)
9. Interdit aux hommes (Man on the Land)
10. Papa n'est plus (Grey Green Brown & Copper)

### Troisième saison (2016)
Le 25 juin 2015, avant même la diffusion de la saison 2, la série est renouvelée pour une troisième saison, mise en ligne le 23 septembre 2016.
1. Eliza (Elizah)
2. L'Hôpital public (When the Battle Is Over)
3. La Fête d'anniversaire (To Sardines and Back)
4. Drôle de vie (Just the Facts)
5. Sainte nuit (Oh Holy Night)
6. Le Risque zéro (The Open Road)
7. La vie est une chienne (Life Sucks and Then You Die)
8. Au commencement (If I Were a Bell)
9. Complètement à l'ouest ! (Off the Grid)
10. La croisière abuse (Exciting and New)

### Quatrième saison (2017)
Le 31 mai 2016, la série est renouvelée pour une quatrième saison, mise en ligne le 21 septembre 2017.
1. Repas de famille (Standing Order)
2. Anomalie à l'entrejambe (Groin Anomaly)
3. Lave plus rose (Pinkwashing Machine)
4. Le mec cool (Cool Guy)
5. Renaissance (Born Again)
6. Je ne t'ai jamais promis une terre promise (I Never Promised You a Promised Land)
7. Jours tranquilles à Tapuz (Babar the Borrible)
8. L’aigle du désert (Desert Eagle)
9. Il/elle, là est la question (They Is on the Way)
10. Retour à la maison (House Call)

### Cinquième saison (2019)
Le 24 août 2017, la série est renouvelée pour une cinquième saison. Après le renvoi de Tambor, la production a décidé de terminer la série avec un épisode musical de deux heures, mis en ligne le 27 septembre 2019.
1. Le Grand Final (Musicale Finale)

## Récompenses
- Golden Globes 2015 :
  - Meilleure série musicale ou comique
  - Meilleur acteur dans une série musicale ou comique pour Jeffrey Tambor[27]
- 2015 : Academy Television Honors
- Emmy Awards 2015 :
  - Meilleure réalisation pour l'épisode Camp Camellia pour Joey Soloway
  - Meilleur acteur pour Jeffrey Tambor

- Emmy Awards 2016 :
  - Meilleure réalisation pour l'épisode Interdit aux hommes pour Joey Soloway
  - Meilleur acteur pour Jeffrey Tambor